# عطار تونی
عطار تونی، (زادهٔ تون، فردوس امروزی)، از شاعران سدهٔ نهم هجری است که برخی از آثار او به اشتباه در شمار آثار عطار نیشابوری آمده است.
نام و نشان شاعری که با نام عطار تونی میشناسیم در هیچ تذکره یا کتاب تاریخی ای ذکر نشده است و همه اطلاعات موجود درباره او مستند به سروده‌های خود اوست.
شهر من تون است و نیشابور هم    در زمین طوس گشتم محترم 
عطار تونی شیعه بود و در مذهب خود سخت تعصب داشت و کتاب او نیز در مدرسه_الغ‌بیگ_(سمرقند) سوزانده شد
از آثار او می‌توان به جوهرالذات، مظهرالعجائب و لسان‌الغیب اشاره کرد.